# Гарет (Илиноис)
Гарет (енгл. Garrett) град је у америчкој савезној држави Илиноис.

## Демографија
По попису из 2010. године број становника је 162, што је 36 (-18,2%) становника мање него 2000. године.
| Група             | 2000.       | 2010.       |
| Белци             | 190 (96,0%) | 153 (94,4%) |
| Афроамериканци    | 0 (0,0%)    | 1 (0,6%)    |
| Азијати           | 0 (0,0%)    | 0 (0,0%)    |
| Хиспаноамериканци | 5 (2,5%)    | 4 (2,5%)    |
| Укупно            | 198         | 162         |